# Carlos Bacca
Carlos Bacca, född 8 september 1986 i Barranquilla, Colombia, är en colombiansk fotbollsspelare som spelar för Granada i La Liga.

## Karriär
I juli 2013 värvades Bacca av Sevilla.